# Норакс (цар Тартесса)
Норакс (дав.-гр. Νωραξ) — легендарний цар стародавнього міста і держави Тартесс, онук Геріона.
Продовжував боротьбу з фінікійцями, яку розпочав його дід, і навіть намагався перейти у контрнаступ. Павсаній стверджує, що Норакс спробував захопити Сардинію и заснував на ній колонію - майбутню Нору.